# Сытин (деревня)
Сытин (бел. Сыцін) — деревня в Щедринском сельсовете Жлобинского района Гомельской области Белоруссии.

## География
В 36 км на запад от Жлобина, 19 км от железнодорожной станции Красный Берег (на линии Жлобин — Бобруйск), 130 км от Гомеля.

## История
Основана в начале XX века переселенцами из соседних деревень. В 1931 году жители вступили в колхоз. Во время Великой Отечественной войны 4 жителя погибли на фронте. Согласно переписи 1959 года в составе колхоза имени В. И. Ленина (центр — деревня Дворище).

## Население

### Численность
- 2004 год — 11 хозяйств, 14 жителей.
- 2009 год — 12 жителей.

### Динамика
- 1959 год — 154 жителя (согласно переписи).
- 2004 год — 11 хозяйств, 14 жителей.
- 2009 год — 12 жителей.

## Транспортная сеть
Транспортные связи по просёлочной, а затем автомобильной дороге Бобруйск — Гомель. Планировка состоит из короткой прямолинейной, близкой к широтной ориентации улицы, застроенной двусторонне деревянными усадьбами.